# Wilson Ávila
José Wilson Ávila Ávalos (Vallegrande, Santa Cruz, Bolivia; 19 de abril de 1958) es un exfutbolista boliviano. Se desempeñaba como centrocampista.

## Biografía
Nació en Vallegrande, Santa Cruz, hijo de Sergio Ávila y Justa Ávalos y hermano de María Teresa y Carmen Ruth.

## Selección nacional
En 1979 integró la selección olímpica. Fue convocado por primera vez en la selección absoluta en 1985 y debutó en un amistoso contra Venezuela. Fue incluido en la lista de convocados para la Copa América 1987. Hizo su debut en esta competición el 28 de junio contra Paraguay.

### Participaciones en Copa América
| Campeonato        | País      | Resultado      | PJ | Goles |
| ----------------- | --------- | -------------- | -- | ----- |
| Copa América 1987 | Argentina | Fase de grupos | 2  | 0     |

## Clubes
| Club                    | País    | Año         |
| ----------------------- | ------- | ----------- |
| Calleja                 | Bolivia | 1978 - 1979 |
| Oriente Petrolero       | Bolivia | 1980 - 1986 |
| The Strongest           | Bolivia | 1987        |
| Oriente Petrolero       | Bolivia | 1988 - 1991 |
| Real Santa Cruz         | Bolivia | 1992        |
| Blooming                | Bolivia | 1993        |
| San José                | Bolivia | 1994        |
| Destroyers              | Bolivia | 1995        |
| Independiente Petrolero | Bolivia | 1996 - 1998 |
| Blooming                | Bolivia | 1999        |

## Palmarés

### Títulos nacionales
| Título           | Club              | Año  |
| ---------------- | ----------------- | ---- |
| Primera División | Oriente Petrolero | 1990 |
| Primera División | Blooming          | 1999 |